# .travel

Le .travel est un domaine de premier niveau d'Internet (TLD) approuvé par l'ICANN le 8 avril 2005, comme un domaine Internet sponsorisé dans le cadre d'un deuxième groupe de nouveaux TLD évalués en 2004.
Ils sont disponibles à toute personne fournissant ou qui projette de fournir des services, des produits ou du contenu lié au tourisme. 
Les enregistrements sont traités par les bureaux d'enregistrement accrédités.